# 트로코이드

원이 굴러가면서 그려지는 트로코이드

트로코이드(trochoid)는 직선을 따라 굴러가는 원의 안 또는 바깥에 위치한 한 정점이 그리는 곡선이다. 원의 중심 C는 L과 평행하게 움직이며, 원 위의 회전하는 면 위에 있는 점 P는 트로코이드라 불리는 곡선을 그리게 된다. CP = b라고 하자, P가 원 내부에 있다면, b < a를 만족하고, 원주에 있다면, b = a(이 경우는 사이클로이드이다.), 원 바깥에 있다면, b > a를 만족한다.   L을 x축으로 잡고, 매개변수를 이용하여 트로코이드의 방정식을 쓰면,
{\displaystyle x=a\theta -b\sin(\theta )\,}
{\displaystyle y=a-b\cos(\theta )\,}
가 된다. 식에서 θ 가 매개변수로 사용되었다. 원 내부의 점이 그리는 자취(curtate)는 자전거 페달이 그리는 자취가 된다. 원 바깥에 정점을 잡았을 경우(prolate)에는 곡선은 자신을 교차하며 루프를 만든다. 정점이 원주에 있을 경우 싸이클로이드로 불린다.
원이 직선이 아닌 더 큰 원의 내부를 따라 돌면서 만드는 곡선은 하이포트로코이드로, 다른 원의 외부를 돌면서 만드는 곡선은 에피트로코이드로 부른다.

## 같이 보기
- 사이클로이드